# Ellevelesedés

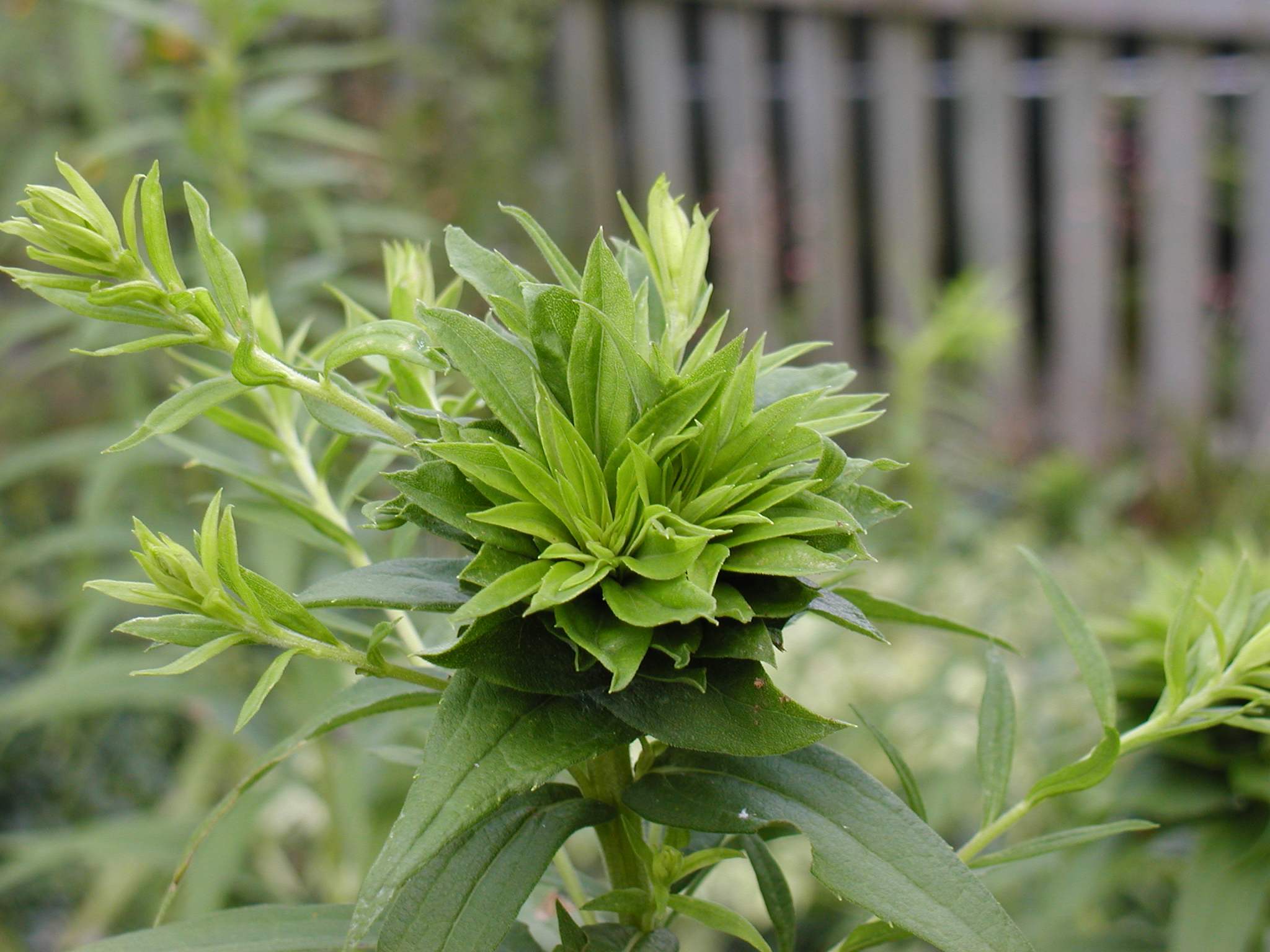
Aranyvessző fillódiája

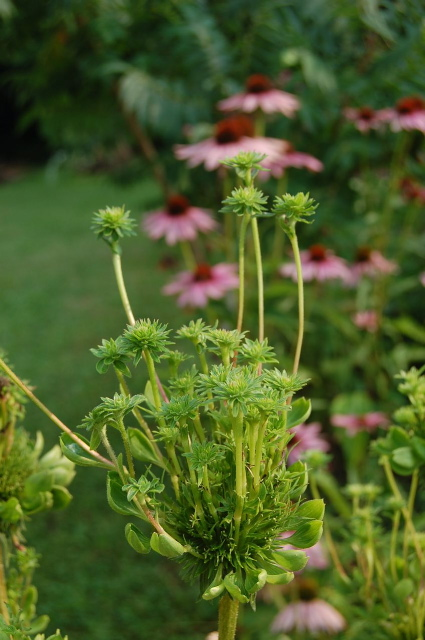
Lila kasvirág ellevelesedése

Ellombosodásnak nevezik még az erdészetben azt a jelenséget, amikor a tűlevelű erdőt a szukcesszió folytán lomblevelű erdő váltja fel.
Az ellevelesedés, ellombosodás, más néven a virág elzöldülése, fillódia (phyllodia) az a jelenség, amikor a növények virágos részei levélszerűen fejlődnek ki.
Rózsáknál már Johann Wolfgang von Goethe leírta, azóta számos más növényfajnál megfigyelték. A jelenséget a szaporítószerveket meghatározó gének megváltozott működése okozhatja, ami megváltoztatja egyes fitohormonok koncentrációját, illetve a cukorszintet. Kiváltó tényezők még a vírus- vagy fitoplazma-fertőzés (pl. őszirózsa-sárgulás, herevirág ellevelesedése, szolbur), szárazság, vagy – egyes termesztett rózsafajtáknál – a virágbimbó kifejlődése alatt fellépő túl magas hőmérséklet. Köles esetében giberellinsav fitohormon adagolásával is kiváltható a fillódia.
Az alacsony kromoszómaszáma és apró genomja miatt genetikai modellorganizmus lúdfűben, melynek teljes genetikai állományát szekvenálták, sikerült meghatározni, hogy a párta, a porzók, illetve a termés kifejlődésért felelős mely gének kikapcsolása okozza a megfelelő szaporítószervek vegetatív levelekkel való helyettesítését. A zöld virágú rózsa esetében valószínűleg a homológ gének sérültek.

## Fordítás
- Ez a szócikk részben vagy egészben a Phyllody című angol Wikipédia-szócikk ezen változatának fordításán alapul.  Az eredeti cikk szerkesztőit annak laptörténete sorolja fel. Ez a jelzés csupán a megfogalmazás eredetét és a szerzői jogokat jelzi, nem szolgál a cikkben szereplő információk forrásmegjelöléseként.
- Ez a szócikk részben vagy egészben a Phyllodie című német Wikipédia-szócikk ezen változatának fordításán alapul.  Az eredeti cikk szerkesztőit annak laptörténete sorolja fel. Ez a jelzés csupán a megfogalmazás eredetét és a szerzői jogokat jelzi, nem szolgál a cikkben szereplő információk forrásmegjelöléseként.